# Monts Jigouli

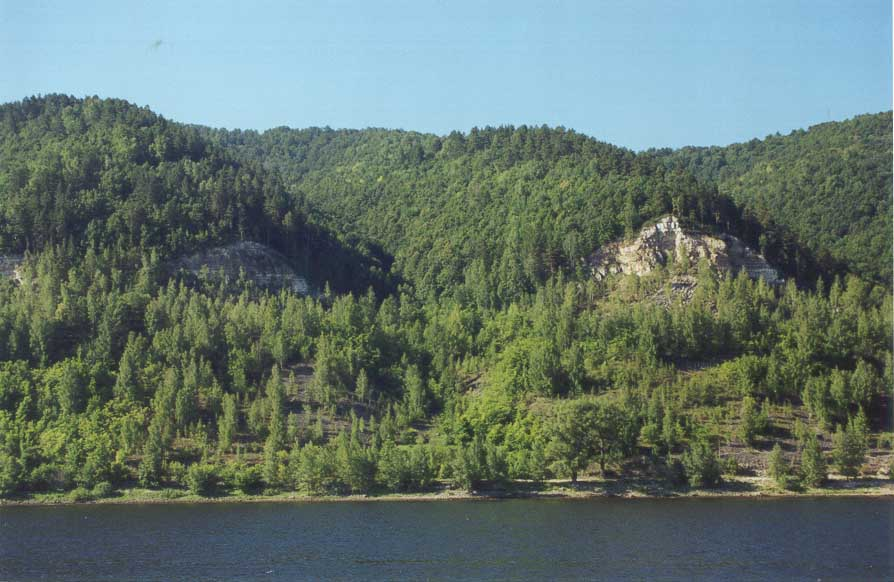
Vue des monts Jigouli au bord de la Volga.

Les monts Jigouli (Жигули́ ou Жигулёвские го́ры) forment une partie du plateau de la Volga sur la rive droite de la Volga, dont ils bordent le méandre de Samara.
Ils abritent la réserve naturelle des Jigouli (Жигулёвский заповедник) et le parc national de la Courbe de Samara (национальный парк Самарская Лука), délimité par la courbe de Samara et la rivière Issaïa. Son point le plus haut est le mont Nablioudatel (littéralement « l'Observateur », 381 mètres d'altitude), suivi de la Strelnaïa (351 mètres). Ils s'étendent sur près de 70 kilomètres de longueur et 30 kilomètres de largeur, pour 1 585 km2. Bien qu'ils soient qualifiés de « monts », il s'agit en fait de hautes collines.

## Toponymie
L'auteur persan anonyme du traité géographique daté de 982 et intitulé Les Frontières du monde de l'Orient à l'Occident (حدود العالم من المشرق الی المغرب) leur donne le nom de monts des Pétchénègues, tandis que l'auteur de la Chronique de Kazan (années 1560), leur donne celui de monts de la Vierge. Le nom proviendrait selon certains du tatar джигули (qui signifie « attelés ») en référence aux bourlaques, des tireurs d'amarres tractant les barges le long de la Volga. Le premier à leur donner publiquement leur nom actuel est le naturaliste Pallas dans son ouvrage intitulé Reise durch verschiedene Provinzen des Rußischen Reichs, dont la première édition date de 1771. Le mot Jigouli est aussi synonyme de grues en russe (au pluriel), ce qui leur donne une connotation romantique.

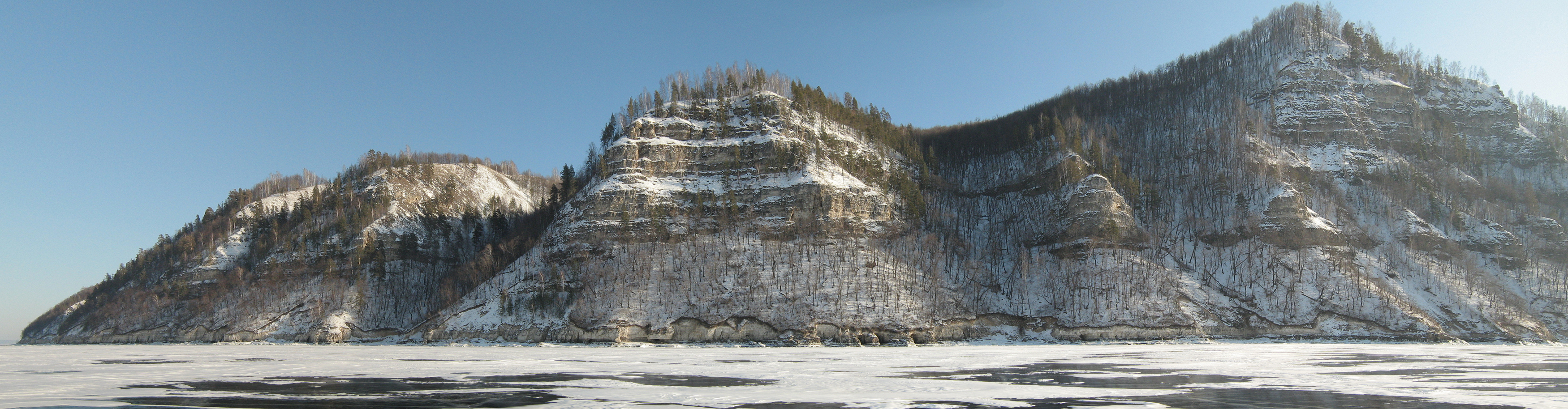
Vue des Jigouli au bord du lac artificiel de Kouïbychev, en hiver.

## Géographie et géologie

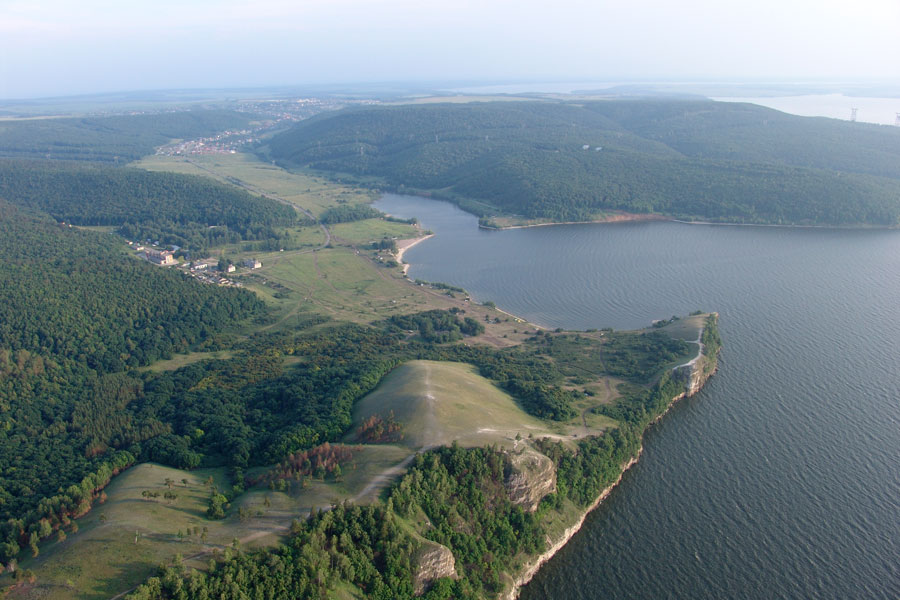
Vue du Molodetsky Kourgan (en bas).

Le barrage de Jigouli-Kouïbychev se trouve dans la partie nord de la courbe de Samara. La seule ville des environs est Jigouliovsk, construite à partir des années 1950.

### Géologie
Datées de sept millions d'années environ, les Jigouli sont les seules montagnes de la plaine d'Europe orientale d'origine tectonique qui soient considérées comme « jeunes ». Elles s'élèvent d'environ un centimètre par siècle. Elles sont le produit de la faille des Jigouli, résultat de la compression méridionale de la croûte terrestre. Il existe aussi des montagnes de roches sédimentaires (calcaires, dolomites) beaucoup plus anciennes, datant de plus de 270 millions d'années. On y trouve des zones pétrolifères au sein de la région pétrolifère Oural-Volga et l'on y a exploité du calcaire pour le ciment, jusqu'au milieu du XXe siècle, ainsi que du bitume pour la production d'asphalte.

## Les Jigouli dans l'art

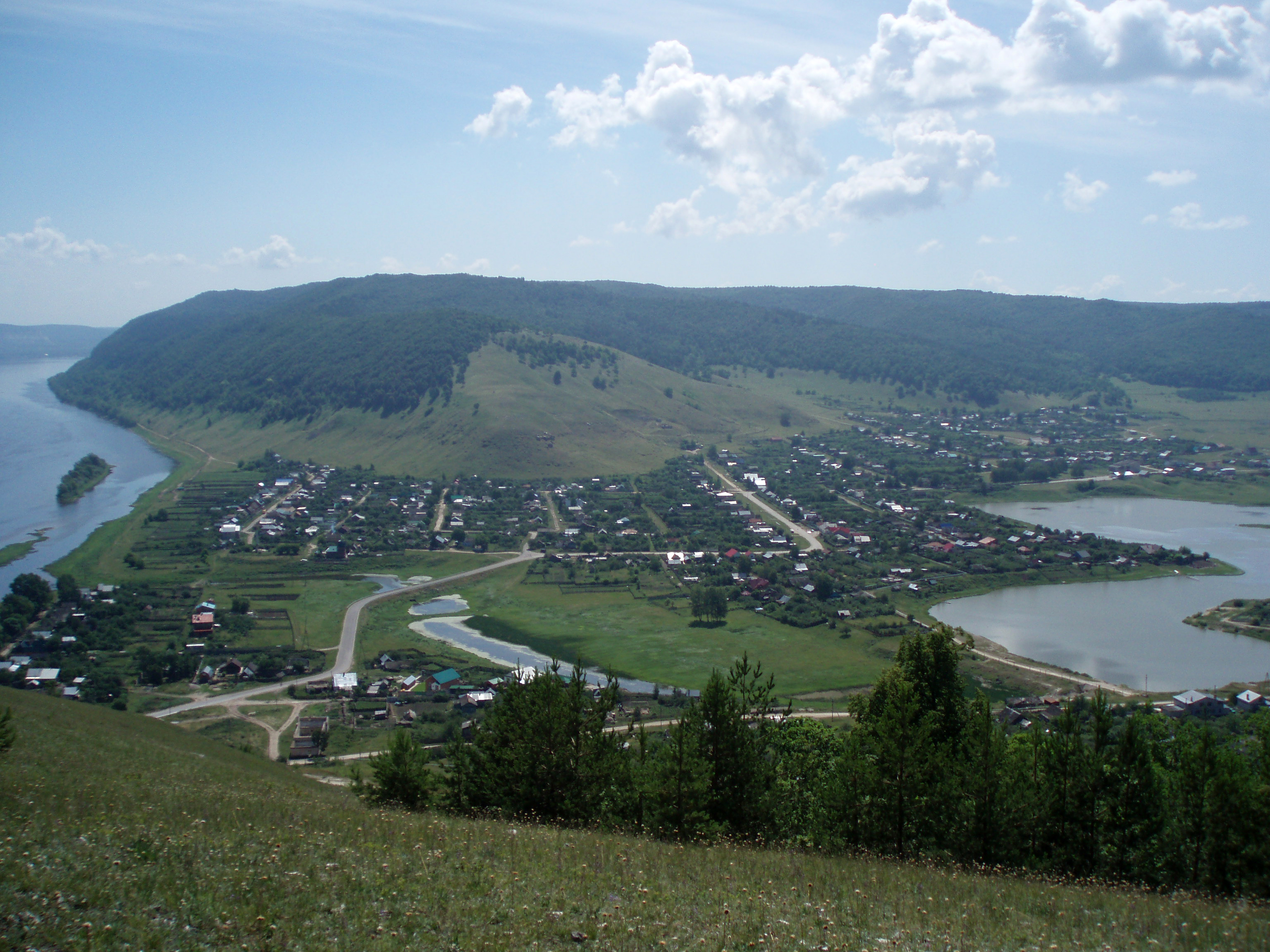
Vue actuelle de Chiriaevo.

La beauté des paysages a inspiré nombre d'artistes, comme Ivan Aïvazovski qui a navigué sur la Volga au milieu des années 1880 et a peint La Volga au bord des Jigouli en 1887, ou bien encore Répine qui a passé des vacances en 1870 au village de Chiriaevo dans les Jigouli. Il y a travaillé sur des études qui ont donné naissance au fameux tableau Les Bateliers de la Volga (ou Les Bourlaques de la Volga) (1870-1873). Une petite maison-musée garde la mémoire du peintre dans ce village. Il y peignait en compagnie du jeune paysagiste Fiodor Vassiliev (1850-1873) qui composa lors de ce séjour Vue sur la Volga. Barques (1870), aujourd'hui au musée Russe de Saint-Pétersbourg.